# Austrofundulus
Genre
Austrofundulus est un genre de poissons de la famille des Rivulidae.

## Liste d'espèces
Selon FishBase (5 mai 2015) :
- Austrofundulus guajira Hrbek, Taphorn & Thomerson, 2005
- Austrofundulus leohoignei Hrbek, Taphorn & Thomerson, 2005
- Austrofundulus leoni Hrbek, Taphorn & Thomerson, 2005
- Austrofundulus limnaeus Schultz, 1949
- Austrofundulus myersi Dahl, 1958
- Austrofundulus rupununi Hrbek, Taphorn & Thomerson, 2005
- Austrofundulus transilis Myers, 1932

### Note
Selon Catalogue of Life (5 mai 2015) :
- Austrofundulus guajira
- Austrofundulus leohoignei
- Austrofundulus leoni
- Austrofundulus limnaeus
- Austrofundulus myersi
- Austrofundulus rupununi
- Austrofundulus transilis

Selon ITIS (5 mai 2015) :
- Austrofundulus limnaeus Schultz, 1949
- Austrofundulus transilis Myers, 1932

Selon NCBI (5 mai 2015) :
- Austrofundulus guajira
- Austrofundulus leohoignei
- Austrofundulus leoni
- Austrofundulus limnaeus
- Austrofundulus myersi
- Austrofundulus rupununi
- Austrofundulus transilis